# Formel-3-Euroserie-Saison 2009
Die Formel-3-Euroserie-Saison 2009 war die siebte Saison der Formel-3-Euroserie. Sie umfasste insgesamt zehn Rennwochenenden mit jeweils zwei Rennen. Die Saison begann am 16. Mai 2009 auf dem Hockenheimring und endete am 25. Oktober auf dieser Rennstrecke. Den Meistertitel der Fahrer gewann der Franzose Jules Bianchi, dessen Team ART Grand Prix die Meisterschaft der Teams für sich entschied.

## Starterfeld
Alle Teams fuhren mit Chassis der Firma Dallara.
| Team                 | Nr. | Fahrer               | Motor         | Rennwochenende |
| -------------------- | --- | -------------------- | ------------- | -------------- |
| ART Grand Prix       | 1   | Jules Bianchi        | Mercedes-Benz | 1–10           |
| ART Grand Prix       | 2   | Valtteri Bottas      | Mercedes-Benz | 1–10           |
| ART Grand Prix       | 23  | Esteban Gutiérrez    | Mercedes-Benz | 1–10           |
| ART Grand Prix       | 24  | Adrien Tambay        | Mercedes-Benz | 1–4, 7–10      |
| Signature-Plus       | 3   | Mika Mäki            | Volkswagen    | 1–10           |
| Signature-Plus       | 4   | Jean Karl Vernay     | Volkswagen    | 1–10           |
| Signature-Plus       | 25  | Tiago Geronimi       | Volkswagen    | 1–10           |
| Prema Powerteam      | 5   | Basil Shaaban        | Mercedes-Benz | 1–10           |
| Prema Powerteam      | 6   | Stefano Coletti      | Mercedes-Benz | 1–6, 8–10      |
| Prema Powerteam      | 27  | Matteo Chinosi       | Mercedes-Benz | 1–4            |
| Prema Powerteam      | 34  | Tom Dillmann         | Mercedes-Benz | 9              |
| Prema Powerteam      | 35  | Tim Sandtler         | Mercedes-Benz | 7–8            |
| Prema Powerteam      | 42  | Víctor García        | Mercedes-Benz | 10             |
| ASL Mücke Motorsport | 7   | Christian Vietoris   | Mercedes-Benz | 1–9            |
| ASL Mücke Motorsport | 8   | Sam Bird             | Mercedes-Benz | 1–9            |
| ASL Mücke Motorsport | 14  | Marco Wittmann       | Mercedes-Benz | 1–10           |
| ASL Mücke Motorsport | 26  | Alexander Sims       | Mercedes-Benz | 1–10           |
| ASL Mücke Motorsport | 37  | Nico Monien          | Mercedes-Benz | 10             |
| Manor Motorsport     | 9   | César Ramos          | Mercedes-Benz | 1–8            |
| Manor Motorsport     | 10  | Pedro Enrique        | Mercedes-Benz | 1–10           |
| Manor Motorsport     | 28  | Roberto Merhi        | Mercedes-Benz | 1–10           |
| SG Formula           | 11  | Henkie Waldschmidt   | Mercedes-Benz | 1–10           |
| SG Formula           | 12  | Alexandre Marsoin    | Mercedes-Benz | 1–2            |
| SG Formula           | 22  | Carlo van Dam        | Mercedes-Benz | 8              |
| SG Formula           | 30  | Andrea Caldarelli    | Mercedes-Benz | 1–10           |
| Carlin Motorsport    | 15  | Brendon Hartley      | Volkswagen    | 1–7, 9         |
| Carlin Motorsport    | 16  | Jake Rosenzweig      | Volkswagen    | 1–10           |
| Carlin Motorsport    | 43  | Mirko Bortolotti     | Volkswagen    | 10             |
| HBR Motorsport       | 17  | Kevin Mirocha        | Mercedes-Benz | 1–4            |
| HBR Motorsport       | 18  | Johnny Cecotto jr.   | Mercedes-Benz | 1–6            |
| HBR Motorsport       | 34  | Tom Dillmann         | Mercedes-Benz | 5–6, 10        |
| Motopark Academy     | 19  | Atte Mustonen        | Mercedes-Benz | 1–4, 6–7       |
| Motopark Academy     | 20  | Christopher Zanella  | Mercedes-Benz | 1–10           |
| Motopark Academy     | 33  | Renger van der Zande | Mercedes-Benz | 5, 8–10        |
| Kolles & Heinz Union | 21  | Robert Wickens       | Volkswagen    | 1, 9           |
| Kolles & Heinz Union | 22  | Carlo van Dam        | Volkswagen    | 1–2            |
| Kolles & Heinz Union | 31  | Johan Jokinen        | Volkswagen    | 2–10           |
| Kolles & Heinz Union | 32  | Nick Tandy           | Volkswagen    | 3–8            |
| Kolles & Heinz Union | 36  | Edoardo Mortara      | Volkswagen    | 10             |

## Rennkalender
| Nr. | Datum         | Rennstrecke   | Sieger               | Zweiter             | Dritter            |
| --- | ------------- | ------------- | -------------------- | ------------------- | ------------------ |
| 1.  | 16. Mai       | Hockenheim    | Stefano Coletti      | Roberto Merhi       | Sam Bird           |
| 2.  | 17. Mai       | Hockenheim    | Jean Karl Vernay     | Christian Vietoris  | Jules Bianchi      |
| 3.  | 30. Mai       | Lausitz       | Jules Bianchi        | Valtteri Bottas     | Jean Karl Vernay   |
| 4.  | 31. Mai       | Lausitz       | Christian Vietoris   | Roberto Merhi       | Sam Bird           |
| 5.  | 27. Juni      | Norisring     | Jules Bianchi        | Alexander Sims      | 1                  |
| 6.  | 28. Juni      | Norisring     | Christian Vietoris   | Jean Karl Vernay    | Jules Bianchi      |
| 7.  | 18. Juli      | Zandvoort     | Jules Bianchi        | Valtteri Bottas     | Christian Vietoris |
| 8.  | 19. Juli      | Zandvoort     | Jules Bianchi        | Sam Bird            | Jake Rosenzweig    |
| 9.  | 1. August     | Oschersleben  | Jules Bianchi        | Valtteri Bottas     | Roberto Merhi      |
| 10. | 2. August     | Oschersleben  | Christian Vietoris   | Stefano Coletti     | Mika Mäki          |
| 11. | 15. August    | Nürburg       | Jules Bianchi        | Valtteri Bottas     | Esteban Gutiérrez  |
| 12. | 16. August    | Nürburg       | Alexander Sims       | Christian Vietoris  | Mika Mäki          |
| 13. | 5. September  | Brands Hatch  | Mika Mäki            | Valtteri Bottas     | Christian Vietoris |
| 14. | 6. September  | Brands Hatch  | Brendon Hartley      | Alexander Sims      | Sam Bird           |
| 15. | 19. September | Barcelona     | Jules Bianchi        | Alexander Sims      | Andrea Caldarelli  |
| 16. | 20. September | Barcelona     | Renger van der Zande | Alexander Sims      | Basil Shaaban      |
| 17. | 10. Oktober   | Dijon-Prenois | Christian Vietoris   | Jules Bianchi       | Mika Mäki          |
| 18. | 11. Oktober   | Dijon-Prenois | Jules Bianchi        | Roberto Merhi       | Esteban Gutiérrez  |
| 19. | 24. Oktober   | Hockenheim    | Jules Bianchi        | Valtteri Bottas     | Jean Karl Vernay   |
| 20. | 25. Oktober   | Hockenheim    | Jean Karl Vernay     | Christopher Zanella | Marco Wittmann2    |

1 Stefano Coletti wurde nach einem Schlag ins Gesicht von Jules Bianchi der dritte Platz aberkannt und vom Rennwochenende ausgeschlossen. Die nachfolgenden Piloten rückten nicht auf.
2 Marco Wittmann beendete das Rennen als Vierter. Da jedoch Mirko Bortolotti, der als Dritter ins Ziel kam, als Gastfahrer angetreten war, erhielt Wittmann die Punkte für den dritten Platz.

## Wertung

### Fahrerwertung
| Pos. | Fahrer             | Punkte |
| ---- | ------------------ | ------ |
| 1.   | Jules Bianchi      | 114    |
| 2.   | Christian Vietoris | 75     |
| 3.   | Valtteri Bottas    | 62     |
| 4.   | Alexander Sims     | 54     |
| 5.   | Jean Karl Vernay   | 47     |
| 6.   | Mika Mäki          | 43     |
| 7.   | Roberto Merhi      | 42     |
| 8.   | Sam Bird           | 40     |
| 9.   | Esteban Gutiérrez  | 26     |
| 10.  | Stefano Coletti    | 19     |
| 11.  | Brendon Hartley    | 15     |

| Pos. | Fahrer               | Punkte |
| ---- | -------------------- | ------ |
| 12.  | Henkie Waldschmidt   | 13     |
| 13.  | Christopher Zanella  | 11     |
| 14.  | Andrea Caldarelli    | 11     |
| 15.  | Renger van der Zande | 7      |
| 16.  | Marco Wittmann       | 6      |
| 17.  | Basil Shaaban        | 6      |
| 18.  | Jake Rosenzweig      | 6      |
| 19.  | Atte Mustonen        | 4      |
| 20.  | Tiago Geronimi       | 2      |
| 21.  | Adrien Tambay        | 0      |
| 22.  | Robert Wickens       | 0      |

| Pos. | Fahrer             | Punkte |
| ---- | ------------------ | ------ |
| 23.  | Matteo Chinosi     | 0      |
| 24.  | Johan Jokinen      | 0      |
| 25.  | César Ramos        | 0      |
| 26.  | Johnny Cecotto jr. | 0      |
| 27.  | Pedro Enrique      | 0      |
| 28.  | Nick Tandy         | 0      |
| 29.  | Kevin Mirocha      | 0      |
| 30.  | Tom Dillmann       | 0      |
| 31.  | Carlo van Dam      | 0      |
| 32.  | Alexandre Marsoin  | 0      |

- Mirko Bortolotti, Víctor García, Nico Monien, Edoardo Mortara und Tim Sandtler starteten als Gastfahrer und wurde somit nicht in die Wertung aufgenommen.

### Teamwertung
| Pos. | Team                 | Punkte |
| ---- | -------------------- | ------ |
| 1.   | ART Grand Prix       | 183    |
| 2.   | ASL Mücke Motorsport | 163    |
| 3.   | Signature-Plus       | 92     |
| 4.   | Manor Motorsport     | 42     |
| 5.   | Prema Powerteam      | 25     |
| 6.   | SG Formula           | 24     |
| 7.   | Motopark Academy     | 22     |
| 8.   | Carlin Motorsport    | 21     |
| 9.   | Kolles & Heinz Union | 0      |
| 10.  | HBR Motorsport       | 0      |